# Самуэльсен, Рагнар
Рагна́р Самуэ́льсен (фар. Ragnar Samuelsen; род. 23 августа 1999 года в Торсхавне, Фарерские острова) — фарерский футболист, полузащитник клуба «Б36».

## Клубная карьера
Рагнар является воспитанником «Б36» из родного Торсхавна. Он дебютировал за этот клуб 20 сентября 2017 года в матче фарерской премьер-лиги с «ТБ/ФКС/Ройн». Это была единственная игра в его первом сезоне на взрослом уровне. В 2018 году полузащитник провёл 11 встреч в высшем фарерском дивизионе и забил первый мяч в карьере, поразив ворота «Скалы» 27 октября. В первой половине сезона-2019 Рагнар сыграл 10 матчей за «Б36» а во второй был арендован клубом «ЭБ/Стреймур», приняв участие в 13 встречах первенства архипелага. Вернувшись из аренды, Рагнар стал основным игроком в родном клубе. Он отлично проявил себя в кампании Лиги Европы сезона 2020/21, отметившись голом в ворота «Левадии», а также умелыми подкатами и качественным выносом мяча.
В 2022 году Рагнар проиграл конкуренцию за место в составе Магнусу Якобсену, что побудило его искать себе новый клуб. После окончания сезона было объявлено о переходе полузащитника из «Б36» в тофтирский «Б68», с которым он заключил трёхлетний контракт. Дебют новичка за тофтирцев состоялся 3 марта 2023 года в матче чемпионата Фарерских островов против «ХБ». Суммарно в сезоне-2023 он отыграл 24 матча в премьер-лиге и отметился в них 4 забитыми мячами, а также дошёл до финала Кубка Фарерских островов. В 2024 году Рагнар принял участие в 26 встречах фарерского первенства.
9 ноября 2024 года было объявлено о возвращении полузащитника в родной «Б36».

## Международная карьера
В 2020 году Рагнар вызывался в молодёжную сборную Фарерских островов. Он защищал её цвета в 4 отборочных матчах на молодёжный чемпионат Европы 2021 года. Летом 2024 года Рагнар впервые получил вызов в национальную сборную Фарерских островов на матчи Балтийского кубка. Он провёл весь турнир на скамейке запасных, так и не дебютировав за свою национальную команду.

## Достижения
«Б36»
- Обладатель Кубка Фарерских островов (2): 2018, 2021